# Beatriz Manchón Portillo
Beatriz Manchón Portillo (Sevilla, 29 de mayo de 1976) es una deportista española que compitió en piragüismo en la modalidad de aguas tranquilas. Ganó dieciséis medallas en el Campeonato Mundial de Piragüismo entre los años 1997 y 2009 y veintidós medallas en el Campeonato Europeo de Piragüismo entre los años 1997 y 2012.
Participó en cuatro Juegos Olímpicos de Verano, entre 1996 y 2008, sus mejores actuaciones fueron tres quintos puestos, dos en Atenas 2004 (K2 500 m, K4 500 m) y uno en Pekín 2008 (K4 500 m).
En 1998 la Junta de Andalucía le concedió la Medalla de Andalucía. En 2005 obtuvo el Premio Nacional del Deporte Infanta de España. En 2002 fue galardonada con la Medalla de Oro de la Real Orden al Mérito Deportivo.
En 2013 se retiró de la competición, y en 2015 se incorporó al Sporting de Gijón como nutricionista. En 2017 denunció ser discriminada como mujer por no ser admitida en la categoría absoluta del Descenso del Sella.

## Palmarés internacional
| Campeonato Mundial | Campeonato Mundial           | Campeonato Mundial | Campeonato Mundial |
| Año                | Lugar                        | Medalla            | Competición        |
| ------------------ | ---------------------------- | ------------------ | ------------------ |
| 1997               | Dartmouth (Canadá)           | Medalla de bronce  | K2 500 m           |
| 1997               | Dartmouth (Canadá)           | Medalla de bronce  | K4 500 m           |
| 1998               | Szeged (Hungría)             | Medalla de bronce  | K2 200 m           |
| 1998               | Szeged (Hungría)             | Medalla de bronce  | K4 500 m           |
| 1999               | Milán (Italia)               | Medalla de oro     | K2 200 m           |
| 2001               | Poznań (Polonia)             | Medalla de oro     | K2 200 m           |
| 2001               | Poznań (Polonia)             | Medalla de bronce  | K2 500 m           |
| 2001               | Poznań (Polonia)             | Medalla de bronce  | K2 1000 m          |
| 2002               | Sevilla (España)             | Medalla de oro     | K2 200 m           |
| 2002               | Sevilla (España)             | Medalla de plata   | K4 200 m           |
| 2002               | Sevilla (España)             | Medalla de bronce  | K2 500 m           |
| 2002               | Sevilla (España)             | Medalla de bronce  | K4 500 m           |
| 2003               | Gainesville (Estados Unidos) | Medalla de plata   | K2 200 m           |
| 2003               | Gainesville (Estados Unidos) | Medalla de plata   | K4 200 m           |
| 2003               | Gainesville (Estados Unidos) | Medalla de bronce  | K4 500 m           |
| 2009               | Dartmouth (Canadá)           | Medalla de bronce  | K4 500 m           |
| Campeonato Europeo |                              |                    |                    |
| Año                | Lugar                        | Medalla            | Competición        |
| 1997               | Plovdiv (Bulgaria)           | Medalla de oro     | K2 500 m           |
| 1997               | Plovdiv (Bulgaria)           | Medalla de plata   | K2 200 m           |
| 1997               | Plovdiv (Bulgaria)           | Medalla de plata   | K4 200 m           |
| 1997               | Plovdiv (Bulgaria)           | Medalla de bronce  | K4 500 m           |
| 1999               | Zagreb (Croacia)             | Medalla de plata   | K4 500 m           |
| 1999               | Zagreb (Croacia)             | Medalla de bronce  | K2 500 m           |
| 2000               | Poznań (Polonia)             | Medalla de bronce  | K2 200 m           |
| 2000               | Poznań (Polonia)             | Medalla de bronce  | K4 200 m           |
| 2000               | Poznań (Polonia)             | Medalla de bronce  | K4 500 m           |
| 2001               | Milán (Italia)               | Medalla de oro     | K2 200 m           |
| 2001               | Milán (Italia)               | Medalla de plata   | K2 500 m           |
| 2002               | Szeged (Hungría)             | Medalla de oro     | K2 200 m           |
| 2002               | Szeged (Hungría)             | Medalla de oro     | K4 200 m           |
| 2002               | Szeged (Hungría)             | Medalla de plata   | K4 500 m           |
| 2002               | Szeged (Hungría)             | Medalla de bronce  | K2 500 m           |
| 2004               | Poznań (Polonia)             | Medalla de oro     | K2 200 m           |
| 2004               | Poznań (Polonia)             | Medalla de oro     | K4 200 m           |
| 2004               | Poznań (Polonia)             | Medalla de bronce  | K2 500 m           |
| 2004               | Poznań (Polonia)             | Medalla de bronce  | K4 500 m           |
| 2008               | Milán (Italia)               | Medalla de bronce  | K4 500 m           |
| 2010               | Corvera (España)             | Medalla de bronce  | K4 500 m           |
| 2012               | Zagreb (Croacia)             | Medalla de bronce  | K2 1000 m          |